# 渡辺英二
渡辺 英二（わたなべ えいじ、1930年（昭和5年）9月26日 - ）は、日本の実業家。元日揮社長、同会長。

## 経歴
三和銀行名誉会長の渡辺忠雄・みのるの二男として北海道に生まれる。1953年（昭和28年）大阪大学理学部化学科を卒業し、翌年から3年間に渡りスイスおよび米国へ留学し有機化学の研究に従事する。1957年（昭和32年）昭和電工に入社し、1970年（昭和45年）日本揮発油（現日揮）に転じ、1976年（昭和51年）取締役国際事業本部本部長委嘱、1978年（昭和53年）常務、1982年（昭和57年）専務を経て、1988年（昭和63年）同社社長に就任した。
1994年（平成6年）6月、会長兼社長となり、11月には藍綬褒章を受章した。2002年（平成14年）6月、相談役に退いた。

## 親族
- 父 渡辺忠雄（三和銀行名誉会長）[1]
- 兄 渡辺洋一（ワールド副社長）[1]
- 妻 渡辺昭子（鈴木義雄の長女）[3]